# Лека атлетика на летните олимпийски игри 2012 - 800 метра мъже
Дисциплината 800 метра при мъжете е част от програмата на леката атлетика на летните олимпийски игри през 2012 г.. Провежда се между 6 и 9 август 2012 г.
Печели световният шампион Дейвид Рудиша от Кения със световен рекорд от 1:40,91 минути. Това е първият бегач, успял да пробяга дистанцията за време под 1:41 минути. Световният шампион за младежи Найджъл Амос от Ботсвана печели сребърния медал, който е първи медал за страната му от олимпийски игри. Бронзовият медал е спечелен от кениеца Тимъти Китъм. Според Себастиан Коу „бягането на Рудиша ще влезе в историята като една от най-големите олимпийски победи“. 

## Класиране
| място | състезател    | държава        | време   | бележки |
| ----- | ------------- | -------------- | ------- | ------- |
| 01    | Дейвид Рудиша | Кения          | 1:40,91 | СР      |
| 02    | Найджъл Амос  | Ботсвана       | 1:41,73 | НР      |
| 03    | Тимъти Китъм  | Кения          | 1:42,53 |         |
| 4     | Дуейн Соломон | САЩ            | 1:42,82 |         |
| 5     | Ник Симъндс   | САЩ            | 1:42,95 |         |
| 6     | Мохамед Аман  | Етиопия        | 1:43,20 | НР      |
| 7     | Абубакер Каки | Судан          | 1:43,32 |         |
| 8     | Андрю Осаджи  | Великобритания | 1:43,77 |         |

- СР – световен рекорд
- НР – национален рекорд